# Georgios Papanicolaou
Georgios Papanicolaou, o Georges Papanikolaou, in greco Γεώργιος Παπανικολάου (Kymi, 13 maggio 1883 – Miami, 19 febbraio 1962), è stato un medico greco, pioniere della citologia e della diagnosi precoce del cancro.

## Biografia
Studiò alla facoltà di medicina dell'Università di Atene, dove si laureò nel 1904. Sei anni dopo conseguì il dottorato di ricerca all'Università Ludwig Maximilian di Monaco di Baviera e per un periodo prestò servizio anche nelle università di Jena e Friburgo. Nel 1913 emigrò negli Stati Uniti per lavorare al dipartimento di patologia dell'ospedale di New York e al dipartimento di anatomia della Cornell University. Nel 1928 fu il primo a suggerire che il cancro alla cervice uterina poteva essere diagnosticato tramite il prelievo di alcune cellule vaginali, ma la sua ricerca non fu presa in considerazione fino al 1943, anno in cui venne finalmente pubblicata con il titolo “Diagnosi del cancro al collo dell'utero tramite il prelievo di cellule vaginali”. L'opera si occupava di svariati argomenti tra cui i cambiamenti fisiologici e citologici dell'apparato riproduttore femminile osservabili durante il ciclo mestruale, gli effetti di alcune condizioni patologiche, e i cambiamenti causati dalla presenza di un tumore alla cervice o all'endometrio. 
Nel 1961 si trasferì a Miami per fondare il Papanicolaou Cancer Research Institute ma morì nel 1962 poco prima che il centro di ricerca venisse inaugurato.
Per il suo fondamentale contributo alla ricerca scientifica (il suo test ha salvato la vita a moltissime donne) gli venne dedicato, nel 1978, un francobollo emesso dalle poste statunitensi e il suo volto fu ritratto sulla banconota greca da 10,000 dracme dal 1995 al 2001. 
A Papanicolaou dobbiamo la creazione del test per lo screening dei carcinomi della cervice uterina, lo screening oncologico più diffuso al mondo. Il test di Papanicolau deve il suo successo alla semplicità, alla non invasività ed al basso costo, oltre che alla sufficientemente elevata sensibilità. Seguì un conseguente crollo ad un terzo della mortalità per questa malattia, che è passata negli USA dal primo al tredicesimo posto fra le cause di morte per tumore nella donna.

### La nascita, i primi anni: dall'adolescenza alla laurea
Nacque il 13 maggio 1883 a Kymi, sulla costa orientale dell'isola di Eubea. Il padre Nicholas si laureò in medicina ad Atene, dove c'era l'unica università della Grecia. Ebbe quattro figli. I primi due, Athanase e Maria avevano preso il nome del nonno e della nonna paterni. Nicholas, terzo figlio, fu battezzato col nome di George Nicholas: George come il nonno materno e Nicholas come il padre. Per ultima nacque Elena. Dopo la nascita di Elena andarono ad abitare in una nuova casa di pietra a tre piani con vista sul porto. Fu questa casa che lo vide crescere. A undici anni, finita la scuola di grammatica dovette prepararsi per il liceo. Kymi, pur avendo 10 000 abitanti non aveva questa scuola superiore e fu mandato ad Atene. Studiava francese e tedesco. Prendeva lezioni di violino al Conservatorio di musica. Ma aveva sempre il mare nella testa e fece un esame per intraprendere la carriera marinara. Era molto giovane ancora, gli esami furono durissimi e non riuscì a superarli. Il fratello maggiore rifiutò di studiare medicina. Suo padre voleva che almeno un figlio lo seguisse nella professione. Allora si lasciò guidare dalla volontà del padre. Così nel 1898, a soli quindici anni fu ammesso come studente di medicina all'università di Atene. Era un ragazzo introverso, timido. Dopo sei anni nel 1904, all'età di 21 anni, si laureò con il grado Arista, corrispondente al massimo della votazione. Era un giovane medico con le idee ancora confuse. Conosceva oltre al greco il francese e il tedesco, suonava il violino, amava la filosofia e la letteratura.

### Il servizio militare e l'incontro con Andromaca
Il 3 ottobre 1904, poco dopo la laurea, partì per prestare servizio militare nel 3º reggimento di fanteria. Tre mesi di corso veramente duri, con molte ore di esercitazioni, di marcia, di studio e poco dormire. Nel gennaio 1905 fu promosso assistente chirurgo e fu aggregato all'ospedale da campo, l'ospedale che si monta dietro le trincee in caso di guerra. E la guerra non era lontana. Il padre cercò di persuaderlo a rimanere sotto le armi come medico perché avrebbe fatto un'ottima carriera. Ma detestava la carriera militare e le armi. Ritornò a casa il 15 agosto 1906 dopo il servizio militare, dove il padre lo aspettava per il tirocinio di medicina. Andava sulle colline sotto gli alberi per leggere Goethe e Nietzsche. Era insofferente, non voleva lavorare nell'ambulatorio paterno. Una mattina fu chiamato all'improvviso perché una ragazza stava male. E incontrò per la prima volta Andromaca, sua futura moglie. Lui aveva 23 anni, lei 14. Si sospettava una doglia colica. Qualche ora e spontaneamente la ragazza guarì.

### Gli studi in Germania
Andò a Vienna per prendere lezioni di metafisica. Tornato a casa, i suoi genitori pensavano che non sarebbe rimasto a lungo con loro. Per questo si affannavano a trovargli un lavoro e una donna. Nella primavera del 1907 partì per la Germania. Fu accettato per il corso post laurea nella città di Jena. Aveva 24 anni. Il prof. Haeckel occupava la cattedra di zoologia. Dopo sei mesi a Jena andò a Friburgo, sotto la tutela di Weismann. Fu durante questo periodo che la devozione della sua vita alla ricerca biologica. Weismann è stato definito il primo evoluzionista originale dopo Darwin. Terminato il semestre a Friburgo andò all'Istituto zoologico di Monaco di Baviera che assieme a Parigi era il centro culturale d'Europa.

### Il matrimonio e i primi impegni di lavoro
Tornò a Kymi con il nuovo diploma: il Dottorato di filosofia in Scienze Naturali. In Grecia le condizioni non erano favorevoli per continuare la ricerca. La nazione era povera, sempre sull'orlo di una guerra e il governo instabile.
Erano passati quattro anni dall'estate del 1906, quando aveva curato il mal di pancia ad Andromaca. Andromaca Mavroyeni e Giorgio Papanicolau si sposarono con piccola cerimonia privata con il prete ortodosso a casa della sposa, il 10 settembre 1910. Nizza fu la loro luna di miele. Da Nizza col tram andavano a Montecarlo al museo oceanografico dove incontrò un amico tedesco che era impiegato al museo come fisiologo. Avevano studiato per un breve periodo assieme a Jena. Il 31 dicembre il suo amico andò via da Montecarlo e così poté prendere il suo posto. Inaspettatamente aveva trovato un lavoro. L'estate seguente decise di accompagnare, in qualità di fisiologo, il principe Alberto nella sua spedizione oceanografica. Il 19 luglio 1911 iniziò la navigazione. Il principale obbiettivo della crociera era di esplorare le profondità marine. Venivano raccolte forme inusuali di vita marina. l'Hirondelle II si diresse verso le Azzorre in cerca delle balene. Trovarono frammenti non digeriti di grandi cefalopodi nello stomaco di questa grande creatura. Non c'era altro mezzo per ottenere queste specie che vivevano nelle profondità abissali. Ritornando verso Monaco a settembre l'Hirondelle II ancorò a Tolone. Telegrafò alla moglie perché venisse a prenderlo. Lo trovò febbricitante e ritornarono a Montecarlo col treno.

### L'addio all'amata Grecia e l'approdo negli USA
Il 15 ottobre 1912 la Grecia con l'Alleanza balcanica era entrata in guerra contro la Turchia. Fu chiamato alle armi. La guerra dei Balcani finì col trattato di Bucarest il 7 agosto 1913. Molti greci emigrati all'estero erano tornati per combattere da volontari. Nelle trincee scavate sul fango quella gente parlava della California. Chiedeva loro come era la vita e in particolare quali le possibilità per gli scienziati. L'America era grande, immensa. Ne fu attratto. Venti giorni di navigazione con sua moglie. L'ultima tappa di questo esodo fu un isolotto alla foce del fiume Hudson, a poca distanza dalla statua della libertà, chiamato Ellis Island dove i servizi dell'ufficio federale avevano installato il loro centro di accoglienza. Molti ispettori erano di origine irlandese e poco avvezzi alla grafia e al suono dei nomi dell'Europa centrale, della Russia, della Grecia e della Turchia. Fu allora che Andromaca Mavroenic divenne Mary.

### La ricerca di un lavoro
Decise di cercare un posto di lavoro per riprendere la ricerca scientifica. C'era una persona che poteva aiutarlo: il Dottor Morgan, Professore di Zoologia Sperimentale della Columbia University, che aveva pubblicato un volume in cui c'erano due pagine che trattavano degli esperimenti sulla partenogenesi presentati dallo stesso Papanicolau nella tesi di Monaco di Baviera. Gli chiese un appuntamento ma non osò infastidire Morgan parlandogli della necessità di trovargli un lavoro. Così perse l'opportunità che quell'incontro gli aveva dato. Ormai si trattava di sopravvivenza: i 250 dollari, dono del padre di Mary, erano quasi finiti. Dopo lo strappo col matrimonio fulmineo e la rottura col viaggio oltre oceano non poteva chiedere più aiuto al padre. Lesse un annuncio dove cercavano un impiegato in dei magazzini di tappeti. Si presentò subito. Faceva il commesso e constatava la distanza infinita fra i sogni e la realtà, e cercava di capire come fare per uscire da questa brutta situazione. L'unica soluzione era di ritornare da Morgan e questa volta esporgli apertamente la richiesta di lavoro. Morgan prese a cuore la questione. Avrebbe sperato di lavorare per lui, ma questo non avvenne. Morgan lo ispirava molto come ricercatore. Lo raccomandò come tecnico al Dottor William Elser ed ebbe un posto part-time di assistente nel Laboratorio del Department of Pathology and Bacteriology del New York Hospital. Questo primo lavoro era tecnico senza nessun interesse di ricenca. Gesti ripetitivi senza nessun progetto. Il Dotter Elser vide la tristezza dei suoi occhi. Elser parlò di lui al Dottor Stockard e si privò del suo aiuto.

### Gli esperimenti alla Cornell Medical School
Entrò al Cornell Mediacal School nel settembre del 1914 come assistente del dipartimento di anatomia. Dopo due mesi Mary era anche lei impiegata lì. Avevano affittato un appartamento giusto da Cornell Medical College. La miseria era finita. Stockard gli assegnò una serie di esperimenti: determinare gli effetti genetici e somatici dell'esposizione prolungata dell'alcol sul porcellino d'india. I risultati furono pubblicati giusto prima della proibizione e suscitarono molto interesse. Chiese di poterne studiare la determinazione e la differenziazione sessuale, base della sua tesi di Monaco di Baviera, per vedere se erano proprio i cromosomi a determinare il sesso della prole. Per gli esperimenti che eseguiva era necessario ottenere la cellula uovo del porcellino d'india femmina ad un preciso stadio di sviluppo, che corrisponde circa al momento dell'ovulazione, un attimo prima dell'estrusione dell'ovocita dal follicolo. E in quel momento che l'uovo presenta la divisione mitotica e i cromosomi sono visibili al microscopio. Allora comprò un piccolo speculum nasale che introducevo nella vagina dei porcellina d'india per osservare ogni giorno le perdite vaginali. Con molta sorpresa, invece delle attese perdite ematiche osservò una perdita mucosa e caseosa che si presentava ogni 15-16 giorni. Strisciando ogni giorno su vetrini questo materiale, le cellule al microscopio erano differenti a seconda dei giorni del ciclo. Questi studi furono pubblicati sotto i nomi di Stockard e Papanicolau su American Journal of Anatomy nel settembre 1917. Arrivarono molte congratulazioni al Dottor Stockard dagli altri zoologi, perché il suo nome era citato per primo nei lavori. Fu una sua scoperta e i meriti andarono tutti a Stockard. Decise di andare a lavorare altrove. Con impeto entrò nel suo studio ma il Dottor Stockard gli dette ragione e gli assicurò che mai ancora avrebbe fatto precedere il suo nome nei lavori eseguiti da lui. L'aver stabilito il regolare ciclo sessuale nel porcellino d'india, nel topo e nel ratto rappresentava una scoperta di immenso valore. Si aprivano le nuove strade per le scoperte degli ormoni sessuali.
Nel 1920 Eleuterio Benizelos decise di chiamare gli scienziati greci all'estero con lo scopo di rinnovare l'università di Atene. Si informò del suo lavoro e gli propose di ritornare in Grecia per prendere la cattedra di Zoologia. Nonostante vivesse in lui il desiderio di contribuire al successo della sua patria, gli fu difficile rinunciare alle condizioni di ricerca che aveva trovato negli Stati Uniti.Pensò di studiare anche le cellule vaginali della donna. La sola sorgente di strisci vaginali poteva essere sua moglie. Si sobbarcò la tortura di un prelievo giornaliero. Ad un certo punto le sole cellule della moglie non gli bastarono più. Riuscì ad ottenere ogni giorno per due tre mesi uno striscio da 12 donne impiegate al Woman's Hospital di New York. Essendo le dimensioni della cellula dell'ordine di millesimi di millimetro, è chiaro che la citologia non sarebbe potuta nascer fino a quando non ci fosse stato un mezzo che avesse permesso di rendere visibile la cellula stessa. Il microscopio non fu apprezzato come strumento di ricerca dal mondo scientifico e specialmente dalle università di medicina. Lo scetticismo era in parte dovuto agli errori di osservazione causati dall'ottica imperfetta.

### Una giornata importante

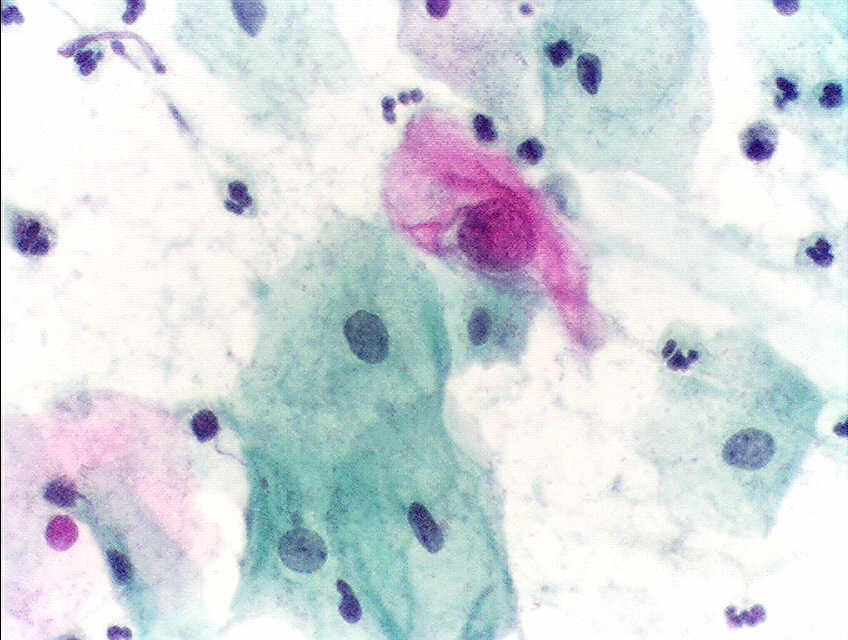
cellule anormali

Un giorno, sotto i suoi occhi, passarono alcune cellule la cui forma era strana, diversa l'una dall'altra, col nucleo grosso, irregolare, bitorzoluto. Si rese conto che erano le cellule di un cancro. Da allora la sua attenzione riguardava ormai lo studio sistematico del materiale ottenuto da donne sofferenti di cancro dell'utero. Presentò i risultati il 14 gennaio 1928 al Proceedings of the Third Race Betterment Conference, che si svolse a Battle Creek nel Michigan. La prevalente opinione era che, poiché il collo uterino era accessibile all'esplorazione diagnostica attraverso la biopsia che è una relativamente semplice procedura, l'uso dell'esame citologico dello striscio vaginale era superfluo. La pubblicazione del lavoro scientifico fu inadeguata perché le illustrazioni erano di cattiva qualità e il testo conteneva errori tipografici importanti. Il 22 maggio del 1928 ottenne la cittadinanza statunitense. Intanto era stato promosso da istruttore ad Assistant professor of Anatomy e cominciò ad essere conosciuto nei circoli scientifici. Uno dei giornali europei più importanti, la rivista Archiv fur Gynakologie, lo definiva nel 1932 “vater der modernen endokrinologie”. Ma voleva avere successo nella diagnostica oncologica.Nel 1939 il Dottor Stockard che non aveva mai creduto alla citologia oncologica morì. Assunse la carica di chairmanship del dipartimento di anatomia e fisiologia del Cornell Medical Center il Dottor Joseph Hinsey. Il quale gli promise il suo caloroso supporto e tracciarono un programma. Così nell'ottobre 1939 tutte le donne ammesse al servizio di ginecologia del New York Hospital, e che lo accettavano, venivano sottoposte a prelievo di routine per striscio vaginale. Il vetrino veniva colorato e quindi interpretato sotto la sua supervisione di Papanicolau. Un lavoro intitolato “il valore diagnostico dello striscio vaginale nel carcinoma dell'utero” fu pubblicato da lui e dal Dottor Trault, suo collaboratore, sul prestigioso American Journal of Obstetrics and Gynecology. Con Pearl Harbor, il 7 dicembre del 1941, anche gli USA sono coinvolti nella seconda guerra mondiale. I componenti dello staff al Cornell erano tutti cittadini americani. Il Dottor Trault era di origini nordiche, il Dottor Marchetti di origini italiane, Murayama giapponese e lui greco erano molto amici e intensamente occupati a leggere al microscopio, ma l'aria intorno a loro era molto tesa. Una monografia sulla citologia vaginale intitolata “la diagnosi del cancro uterino con lo striscio vaginale” fu pubblicata nel Commonwealth Fund nel 1943. Pensò di estendere lo studio anche alle cellule di altri organi e apparati. Nel 1943 la tecnica citologico fu applicata alle urine. Anche qui era possibile ritrovare la eventuali cellule maligne. Dall'utero, dalla vescica, il prelievo citologico veniva adesso effettuato anche sullo sputo per diagnosticare il cancro del polmone. Gradualmente la tecnica si estese ai liquidi pleurici, pericardici, peritoneali, ai succhi gastrici e alle feci. Gli americani lo chiamavano confidenzialmente: “Doctor Pap”, tanto che il metodo si chiamò Pap-test. Per lungo tempo il mondo scientifico aveva rifiutato di credere al Pap-test perché non era un patologo e perché non si pensava che il cancro potesse essere diagnosticato senza biopsia. Ma era certo che se ogni donna oltre i 30-40 anni eseguisse periodicamente ad intervalli regolari l'esame citologico, la mortalità per cancro dell'utero potrebbe essere praticamente eliminata. E così organizzò dei corsi annuali al Cornell, i quali attiravano partecipanti da tutto il mondo.

### La discariosi
Papanicolau con il termine discariosi rendeva possibile la distinzione fra le cellule cancerose e quelle precorritrici del cancro. Le prime hanno un nucleo bizzarro ma non sono alterate nella loro totalità. Mentre le seconde non solo hanno un nucleo più grande ed irregolare, ipercromatico, ma sono totalmente alterate con forma bizzarra. Dopo il 1945 un grande impeto fu dato al valore dello striscio vaginale dall'American Cancer Society. La società scelse come direttore medico il suo grande amico Charles Cameron. Uno dei primi a riconoscere il potenziale del Pap-test nel ridurre la mortalità per cancro della cervice. I due si incontravano regolarmente per discutere del lavoro.
Nel 1950 comparve sulla rivista francese La Presse Medicale un articolo del Dottor Ayre in cui puntualizzava come nel 1928 Papanicolau e nello stesso momento Babes di Bucarest avevano messo in evidenza delle cellule cancerose nelle secrezioni vaginali di donne ammalate di cancro uterino. Anche un italiano, Odorico Viana di Verona, aveva fatto gli stessi esperimenti contemporaneamente a Babes. Il due colleghi sembrava avessero avuto le sue stesse intuizioni. Ma non si occuparono più dell'argomento. Egli, invece, se ne era sempre occupato. Nel corso della carriera accademica non ebbe mai l'incarico di insegnare. Allora organizzò i corsi di citologia. I suoi allievi diffusero questa nuova disciplina in tutto il mondo. Il Pap-test aveva tutti i criteri per essere un test di screening, e scoprire la malattia in una popolazione apparentemente sana. Scoperta la malattia in fase precoce era possibile la cura e quindi la guarigione. Ma negli anni 40 il Pap-test fu usato in clima di generale scetticismo.

### Nessuna donna deve essere dimenticata
Entro pochi anni il Pap-test divenne un esame di routine per l'America e un gran numero di donne lo ripeteva ogni sei mesi. “Nessuna donna deve essere dimenticata” era lo slogan. Medici, non solo di New York, ma di varie città degli USA, dell'Europa, del Canada, dell'America Latina, dell'Asia e del Giappone mandavano vetrini. Il declino dell'incidenza e della mortalità per cancro cervicale negli ultimi decenni era evidente. Nella primavera del 1954 gli fu conferita la laurea honoris causa in medicina dall'università degli studi di Torino. Aveva avuto altre lauree: dall'università di Atene e Filadelfia. Era Honorary Fellow of the Athens University and Academy of Athens. Era ormai membro di molte società scientifiche nazionali ed internazionali. Si cominciava a sussurrare di un possibile premio Nobel.

### Il ritorno in Europa
Arrivò il 1957, anno in cui ritornò in Europa. Partì il primo luglio 1957 con il transatlantico inglese “Queen Mary”. L'8 luglio arrivò in Francia. La prima tappa del viaggio fu Parigi. Colse l'occasione per visitare l'Istituto Pasteur, famoso luogo di pellegrinaggio medico. Poi visitò anche Venezia, Milano e Torino. Lì ringraziò i colleghi che tre anni prima gli avevano concesso la laurea honoris causa. Poi rimase l'ultima visita, quella a cui teneva più di tutte, il viaggio a Kymi, dopo 44 anni.

### Il rientro in America
A settembre ritornò in America. Al limite di età, nel 1957 lasciò il posto universitario ed andò in pensione. Fu nominato professore onorario e continuò le sue ricerche nel laboratorio del New York Hospital, grazie all'appoggio finanziari dell'American Cancer Society. Poco dopo apprese di essere stato ancora proposto per il premio Nobel. Ormai arrivavano sempre più spesso voci di una possibile vittoria. Non lo vinse neanche quell'anno. Forse ciò che aveva scoperto era troppo avanti per il suo tempo, per essere veramente apprezzato dai suoi contemporanei. Qualcuno mormorava che non gli era stato assegnato il premio perché la scoperta delle cellule neoplastiche uterine non era stata sua, o non solo sua, ma forse anche del medico rumeno Babes.

### Gli ultimi anni a Miami
Accettò la di assumere la direzione dell'Istituto per la Ricerca su Cancro a Miami al quale erano disposti a dare il suo nome. La sua intenzione era di servirsi non solo di medici americani ma soprattutto stranieri per creare un centro internazionale dove il confronto di personalità di formazione differente non poteva essere che proficuo. L'inaugurazione ufficiale del nuovo Istituto per la Ricerca del Cancro, intitolato “Papanicolau Cancer Research Institute” fu fissata per il 13 maggio 1962, anniversario della sua nascita. Improvvisamente incominciò a soffrire di angina pectoris. Morì l'8 febbraio 1962 al pronto soccorso del Jackson Memorial Hospital di Miami. Fu fatta la diagnosi di occlusione coronarica con insufficienza cardiaca ed edema polmonare. Il suo amico Cameron di Pap aveva detto: “La sua vita può essere esempio di American Success Story, un povero immigrante sconosciuto diviene una figura eroica, onorato nella sua terra adottiva e in tutto il mondo”.